# ГЕС Nam Theun 2
ГЕС Nam Theun 2 — гідроелектростанція у центральній частині Лаосу. Знаходячись перед ГЕС Theun Hinboun, є однією з кількох станцій, що використовують ресурс із річки Nam Kading (у верхів'ї має назву Nam Theun), лівої притоки найбільшої річки Південно-Східної Азії Меконгу (впадає до Південнокитайського моря на узбережжі В'єтнаму). Втім, названі ГЕС не створюють каскад, оскільки і Nam Theun 2, і Theun Hinboun здійснюють деривацію у сточища інших річок.
У межах проєкту річку перекрили бетонною гравітаційною греблею висотою 39 метрів та довжиною 436 метрів. Разом із 13 невеликими земляними дамбами вона утворила на плато Nakai мілке — в середньому лише 7 метрів — але велике за корисним об'ємом — 3,5 млрд м3 — водосховище. Останній показник досягається завдяки великій площі поверхні, що сягає 450 км2 (проте наприкінці сухого сезону скорочується до 70 км2).
Зі сховища вода подається до дериваційного тунелю довжиною 3 км, який проходить під водорозділом зі сточищем річки Xe Bang Fai (ще одна ліва притока Меконгу). При цьому для безперешкодної подачі ресурсу в умовах мілкої водойми по дну резервуара прокладений канал завдовжки 5 км, що виводить до входу в зазначений тунель. З іншого боку, останній продовжують напірна шахта та напірний тунель, котрі подають воду до машинного залу.
Основне обладнання станції становлять шість гідроагрегатів, які працюють при напорі у 348 метрів. Чотири з них використовують турбіни типу Френсіс потужністю по 250 МВт, тоді як ще два з показниками по 43 МВт укомплектовані турбінами типу Пелтон. Перші забезпечують річне виробництво 5,6 млрд кВт·год електроенергії, призначеної для експорту до Таїланду, тоді як менш потужні агрегати продукують 0,3 млрд кВт·год для місцевих потреб.
Відпрацьована вода спершу потрапляє у нижній балансувальний резервуар корисним об'ємом 8 млн м3, звідки по відвідному каналу довжиною 27 км прямує до річки Xe Bang Fai.
Видача продукції відбувається по ЛЕП, розрахованих на роботу під напругою 500 кВ (експорт у тайському напрямку) та 115 кВ.
Проєкт, введений в експлуатацію у 2010 році, реалізували французька енергетична компанія EDF International (40 %), таїландська Thai Electricity Generation Company (EGCO, 35 %) і місцева державна компанія Electricité du Laos (25 %). За умовами BOT («споруди-управляй-передай») через 25 років станція перейде під контроль Лаосу.